# 2358 Bahner
2358 Bahner este un asteroid din centura principală, descoperit pe 2 septembrie 1929 de Karl Reinmuth.